# Sedobro
Sedobro es un pueblo ubicado en el municipio de Prijepolje, Serbia. Según el censo de 2002, el pueblo tiene una población de 322 personas.